# Audre notialis
Audre notialis är en fjärilsart som beskrevs av Hans Ferdinand Emil Julius Stichel 1910. Audre notialis ingår i släktet Audre och familjen Riodinidae. Inga underarter finns listade i Catalogue of Life.